# Joan Fontaine
Joan de Beauvoir de Havilland (Tokio, Japón, 22 de octubre de 1917-Carmel Highlands, California, 15 de diciembre de 2013), más conocida como Joan Fontaine, fue una actriz británico-estadounidense, ganadora de un premio Óscar por Suspicion (1941) y protagonista también de Rebecca (1940) —filmes dirigidos por Alfred Hitchcock—. Considerada una de las leyendas del «Hollywood dorado», trabajó con muchos de los mejores directores de la época, como Orson Welles, Billy Wilder, George Cukor, Anthony Mann y Fritz Lang. 
Fue hermana de la también actriz Olivia de Havilland (1916-2020), con quien mantuvo una pública, prolongada y enconada enemistad.

## Vida y carrera

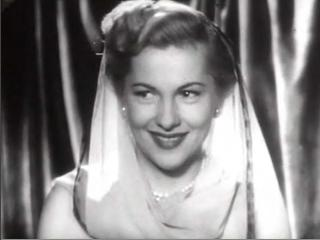
Tráiler de Nacida para el mal donde encarna a una villana quita-maridos.

Fue la hija menor del abogado Walter de Havilland y de Lilian Augusta Ruse, actriz británica conocida como Lilian Fontaine (por su segundo marido), quienes se casaron en 1914. Nació en Tokio (Japón), donde su padre ejercía su profesión. Fue la hermana menor de la también actriz Olivia de Havilland, con la que estuvo enemistada durante los últimos 38 años de sus vidas. Ambas hermanas asistieron a la escuela Los Gatos High School y a la Notre Dame Convent Roman Catholic en Belmont, California.
Cuando contaba con dos años de edad, sus padres se divorciaron. Por aquel entonces, era una niña enfermiza que había desarrollado anemia y una infección de estreptococos. Por prescripción de los médicos, Lilian Augusta Ruse se trasladó con sus dos hijas a los Estados Unidos, donde se asentaron en la ciudad de Saratoga, California. La salud de Joan mejoró rápidamente y pronto empezó a tomar lecciones de dicción junto con su hermana. También fue una niña muy brillante que obtuvo un valor de 160 en un test de inteligencia a los tres años. A los quince años, volvió a Japón, donde vivió con su padre durante dos años.
Cuando volvió a los Estados Unidos, siguió los pasos de su hermana Olivia y empezó a aparecer sobre los escenarios y en películas, pero no obtuvo el permiso de su madre, quien prefería que fuera su hermana quien usara el apellido de la familia. Fue entonces cuando Joan se vio forzada a inventarse un nombre (primero fue Joan Burfield, y finalmente Joan Fontaine, utilizando el apellido de su padrastro y también antiguo nombre de su madre sobre los escenarios). Ambas hermanas de Havilland estaban dotadas de una fina belleza, gran presencia escénica y similar talento actoral.
Hizo su debut sobre los escenarios en la producción Call It A Day en 1935 y pronto recibió una oferta para firmar un contrato con la RKO. Su debut en el cine fue un pequeño papel en la película No más mujeres (1935). También fue seleccionada para aparecer en la primera película de Fred Astaire sin Ginger Rogers para la RKO: Señorita en desgracia (1937), pero la película fue un fracaso. Continuó apareciendo en pequeños papeles durante una docena de películas, pero su contrato expiró en 1939 y no fue renovado. Ese mismo año se casó con su primer marido, el actor británico Brian Aherne.

### Estrellato:RebecaySospecha

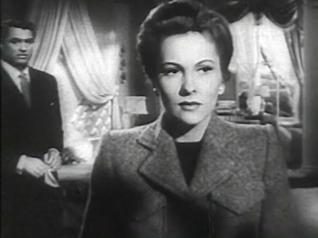
Tráiler de Sospecha

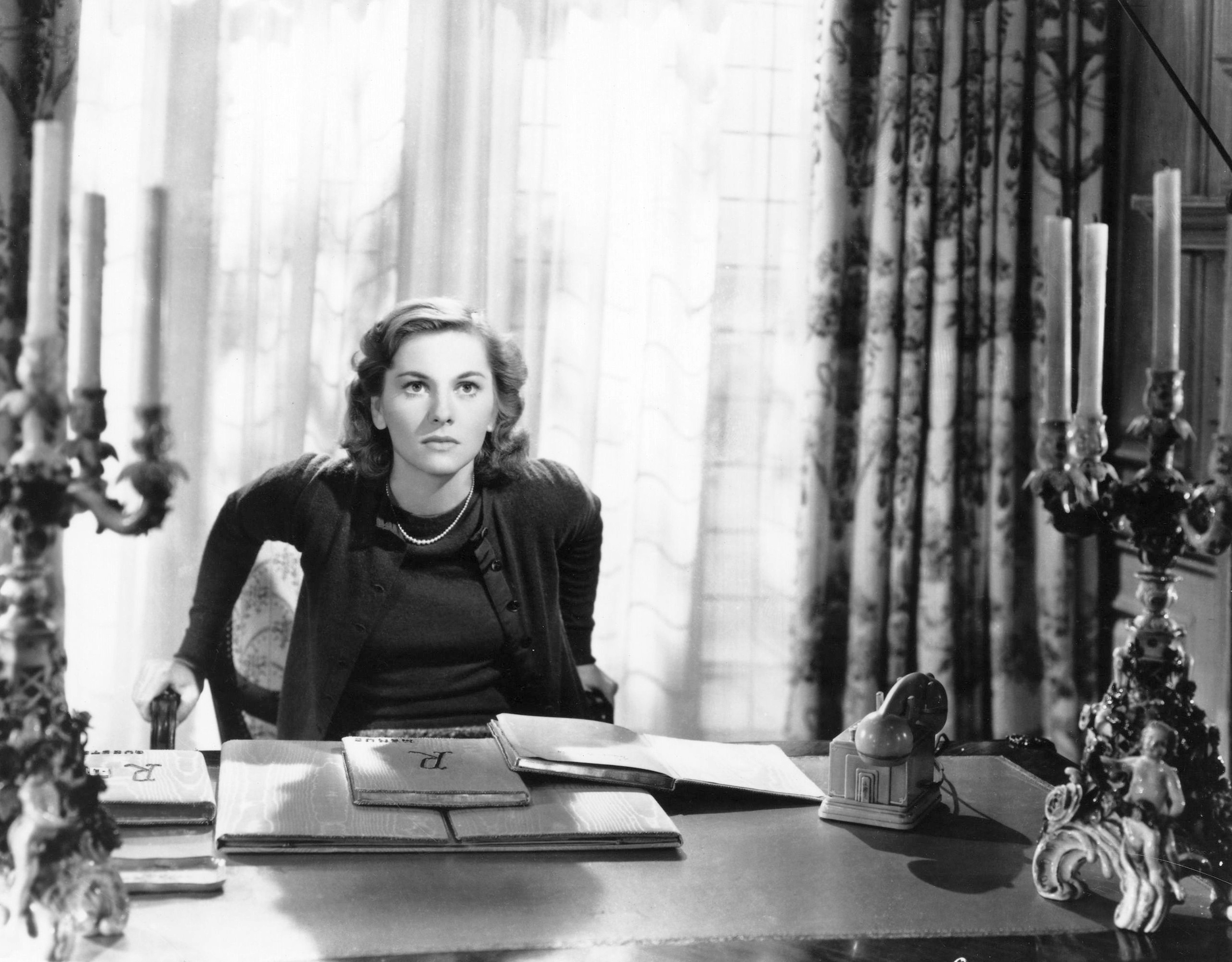
Rebecca, filme que lanzó al estrellato a Joan Fontaine en 1940

Su suerte cambió una noche en la que asistió a una cena donde tuvo la fortuna de sentarse cerca del poderoso David O. Selznick, quien había producido el megaéxito Lo que el viento se llevó. Durante la cena, ella y Selznick hablaron sobre la novela Rebeca de Daphne du Maurier. A raíz de la charla, Selznick le pidió que hiciera una audición para el papel de la heroína anónima. A partir de ese momento aguantó seis meses de pruebas y audiciones junto con cientos de actrices, hasta que se aseguró interpretar el papel.
La película Rebeca supuso el debut en el cine estadounidense del director británico Alfred Hitchcock. Joan Fontaine tuvo por compañeros de reparto a Laurence Olivier y Judith Anderson. La película fue estrenada en 1940 y Joan fue candidata al premio Óscar a la Mejor actriz, pero el premio se lo llevó Ginger Rogers por su papel en Kitty Foyle. Tampoco resultó premiada Judith Anderson, nominada como mejor actriz secundaria.
Fontaine volvió a rodar con Hitchcock en Sospecha, junto a Cary Grant, y por su memorable actuación esta vez ganó el Óscar. Fue la primera y única ocasión en que un actor bajo la dirección de Hitchcock (hombre o mujer) ganaba la estatuilla.

### Sonada enemistad con su hermana
Precisamente en 1941 se hizo patente la enemistad ya establecida entre Joan y su hermana Olivia: ambas fueron candidatas al Óscar, y (según el biógrafo Charles Higham) cuando Joan subió al escenario a recoger el premio, rechazó la felicitación de su hermana, en una ofensa entre ellas que no era la primera ni la última.
Algunos años después, Olivia le devolvería el desplante a Joan cuando esta, que la esperaba con la mano extendida, vio rechazado su saludo. Esto se debió a unas declaraciones que había hecho Joan sobre el marido de Olivia, que era escritor: al parecer, Joan se había mofado de él diciendo que tenía un largo historial de mujeres, y un solo libro escrito.
Pero la mala relación entre las hermanas venía de la niñez a causa de la competitividad establecida entre ellas por su madre quien era una actriz frustrada; en una de sus peleas, Joan terminó herida con una fractura de clavícula. La rivalidad entre ellas fue conocida en el mundillo de Hollywood desde fecha temprana. Hacia 1938, durante el proceso de casting para Lo que el viento se llevó, propusieron a Joan el papel de Melania en lugar del principal de Scarlett, a lo que ella respondió: «Para hacer el papel de tonta llamen a mi hermana». Sea como fuere, el caso es que Olivia de Havilland terminó interpretando este papel, con el cual sería nominada al Óscar como mejor actriz secundaria.
Las hermanas dejaron de hablarse por completo en 1975, porque, según declaraciones de Fontaine, de Havilland le avisó del fallecimiento de su madre (Lilian de Havilland falleció en el quirófano, al ser tratada por un cáncer) mediante un telegrama en lugar de ocuparse en contactar con ella por teléfono. Joan se encontraba de gira y recibió el comunicado dos semanas más tarde, no pudiendo acudir al funeral de su madre. La última vez que hablaron fue cuando Olivia le comunicó a Joan que su madre sería operada.
Ya a edad madura, Joan Fontaine afirmó que había tenido desavenencias con su hermana desde la niñez: «El odio, lo agotamos siendo jovencitas. Ahora nos ignoramos». Y explicó: «Olivia es un león, y yo un tigre; y la ley de la selva dice que no podemos llevarnos bien». Buena prueba de ello fue un acto organizado en Hollywood en 1978: acudían ambas, y para evitar encontronazos las acomodaron en los extremos opuestos del recinto. Y en otra ocasión, fueron hospedadas en un mismo hotel, y Joan exigió una habitación a diez plantas de distancia de su hermana.

### Años de apogeo

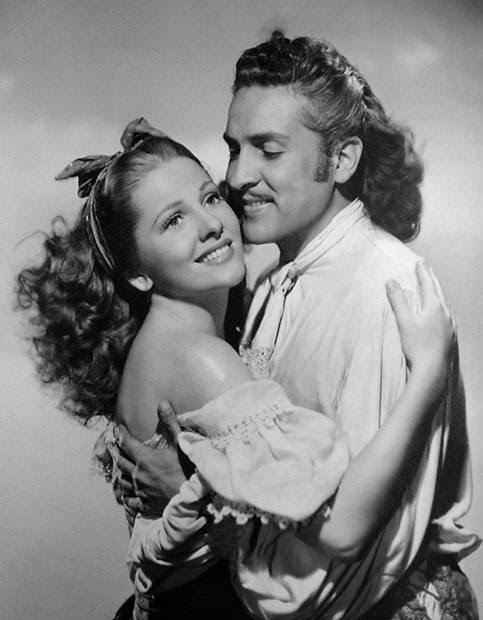
Joan Fontaine y Arturo de Córdova en Frenchman's Creek (1944)

Participó en 1942 junto a Tyrone Power en Sé fiel a ti mismo, un film romántico en que Fontaine hace gala de su juvenil belleza y talento. Convertida en ciudadana estadounidense en abril de 1943, prosiguió con su carrera artística. Su éxito continuó durante los años 1940, cuando destacó en algunos melodramas románticos. Entre sus películas más memorables están La ninfa constante (1943) junto a Charles Boyer, Jane Eyre (1944) junto a Orson Welles, Abismos (1947) o Carta de una desconocida (1948) junto a Louis Jourdan, dirigida por Max Ophüls.
Durante los años 1950, su éxito decreció un poco, si bien participó en Otelo de Orson Welles y en el filme de aventuras medievales Ivanhoe de Richard Thorpe. Ese mismo año rodó en Nacida para el mal donde realiza un papel de villana atrapa maridos.
En 1953 viajó a España para rodar Tres historias de amor de Hugo Fregonese.
Empezó a aparecer en la televisión y en el teatro. Así, en 1954 protagonizó en Broadway junto a Anthony Perkins la obra Tea and Sympathy, por la que obtuvo muy buenas críticas.
Aún tuvo papeles significativos en el cine; en 1956 participó en el melodrama musical Serenade, junto al tenor Mario Lanza, Vincent Price y la española Sara Montiel, y el mismo año en Más allá de la duda de Fritz Lang.
También en 1957 rodó un filme atípico para el género romántico entonces en boga: Island in the Sun, dirigido por Robert Rossen y donde tuvo por partenaire a un galán de raza negra, el cantante jamaicano Harry Belafonte. Las parejas interraciales eran entonces muy poco comunes en el cine, lo cual pudo explicar el fracaso comercial de esta película. Este tema ganaría presencia en las pantallas diez años después, con Adivina quién viene esta noche, con Sidney Poitier como galán (junto a los veteranos Katharine Hepburn y Spencer Tracy).
Durante los años 1960, continuó trabajando en el teatro, donde apareció en obras como Vidas privadas, Cactus Flower y la producción austriaca de El león en invierno.

### Últimos trabajos
Su última película fue The Witches (1966), la cual también coprodujo. A partir de entonces realizó apariciones esporádicas en la televisión durante los años 70 y 80 y fue candidata a un Emmy por la telenovela Ryan's Hope en 1980.

### Otros datos
Vivió sus últimos años en Carmel-by-the-Sea en relativa reclusión. Publicó su autobiografía, No Bed of Roses, en 1979.

## Matrimonios e hijos
Joan Fontaine se casó en cuatro ocasiones:
- Brian Aherne (1939-1945)
- William Dozier (1946-1951)
- Collier Young (1952-1961)
- Alfred Wright, Jr. (1964-1969)

Tuvo una hija, Deborah Leslie Dozier (1948) de su unión con William Dozier, y otra hija adoptada, Martita, de origen peruano, que huyó de su casa. Se sabe que Fontaine también estuvo enemistada con sus hijas, posiblemente desde que descubrió que seguían manteniendo relación con su tía Olivia de Havilland.
Joan Fontaine murió a los 96 años el 15 de diciembre de 2013 en Carmel Highlands (California) debido a causas naturales.
Tiene una estrella en el Paseo de la Fama de Hollywood, concretamente en el 1645 de Vine Street.

## Filmografía
Cine
| Año  | Película                     | Director                        |
| ---- | ---------------------------- | ------------------------------- |
| 1935 | No More Ladies               | Edward H. Griffith George Cukor |
| 1937 | A million to one             | Lynn Shores                     |
| 1937 | Quality Street               | George Stevens                  |
| 1937 | The man who found himself    | Lew Landers                     |
| 1937 | You can't beat love          | Christy Cabane                  |
| 1937 | Music for Madame             | John G. Blystone                |
| 1937 | Señorita en desgracia        | George Stevens                  |
| 1938 | El rapto de Laura            | Ben Holmes                      |
| 1938 | Blond Cheat                  | Joseph Santley                  |
| 1938 | Sky Giant                    | Lew Landers                     |
| 1938 | The Duke of West Point       | Alfred E. Green                 |
| 1939 | Gunga Din                    | George Stevens                  |
| 1939 | El hombre de la conquista    | George Nichols Jr.              |
| 1939 | Mujeres                      | George Cukor                    |
| 1940 | Rebecca                      | Alfred Hitchcock                |
| 1941 | Suspicion                    | Alfred Hitchcock                |
| 1942 | Sé fiel a ti mismo           | Anatole Litvak                  |
| 1943 | La ninfa constante           | Edmund Goulding                 |
| 1944 | Jane Eyre                    | Robert Stevenson                |
| 1944 | El pirata y la dama          | Mitchell Leisen                 |
| 1945 | Mis cuatro amores            | William A. Seiter               |
| 1946 | De hoy en adelante           | John Berry                      |
| 1947 | Abismos                      | Sam Wood                        |
| 1948 | Carta de una desconocida     | Max Ophüls                      |
| 1948 | El vals del emperador        | Billy Wilder                    |
| 1948 | ¡Viva la vida!               | H. C. Potter                    |
| 1948 | Sangre en las manos          | Norman Foster                   |
| 1950 | September affair             | William Dieterle                |
| 1950 | Nacida para el mal           | Nicholas Ray                    |
| 1951 | Cariño, ¿por qué lo hiciste? | Mitchell Leisen                 |
| 1952 | Something to live for        | George Stevens                  |
| 1952 | Otelo                        | Orson Welles                    |
| 1952 | Ivanhoe                      | Richard Thorpe                  |
| 1953 | Tres historias de amor       | Hugo Fregonese                  |
| 1953 | Vuelo a Tánger               | Charles Marquis Warren          |
| 1953 | El bígamo                    | Ida Lupino                      |
| 1954 | La gran noche de Casanova    | Norman Z. McLeod                |
| 1956 | Serenade                     | Anthony Mann                    |
| 1956 | Más allá de la duda          | Fritz Lang                      |
| 1957 | Island in the Sun            | Robert Rossen                   |
| 1957 | Mujeres culpables            | Robert Wise                     |
| 1958 | Una cierta sonrisa           | Jean Negulesco                  |
| 1961 | Viaje al fondo del mar       | Irwin Allen                     |
| 1962 | Suave es la noche            | Henry King                      |
| 1966 | Las brujas                   | Cyril Frankel                   |

Televisión
| Año  | Programa                                | Episodio                                            | Personaje              |
| ---- | --------------------------------------- | --------------------------------------------------- | ---------------------- |
| 1953 | Four Star Playhouse                     | The girl on a park bench                            | Trudy Overmeyer        |
| 1955 | Four Star Playhouse                     | Trudy                                               | Trudy                  |
| 1955 | Letter to Loretta                       | A shadow between                                    | Invitada especial      |
| 1956 | The Ford Television Theatre             | Your other love                                     | Julie                  |
| 1956 | The 20th Century-Fox hour               | Stranger in the night                               | Lynne Abbott           |
| 1956 | On trial                                | The De Santre story                                 | Adrienne               |
| 1956 | General Electric Theater                | In summer promise                                   | Countess Irene Forelli |
| 1957 | On trial                                | Fatal charm                                         | ?                      |
| 1957 | General Electric Theater                | The victorian chase lounge                          | Melanie Langdon        |
| 1958 | General Electric Theater                | At Miss Minner's                                    | Laurel Chapman         |
| 1959 | Westinghouse Desilu Playhouse\|Perilous | Margaret Lewis                                      |                        |
| 1960 | Startime                                | Closed set                                          | Julie Forbes           |
| 1960 | Alcoa Presents: One Step Beyond         | The visitor                                         | Ellen Grayson          |
| 1960 | General Electric Theater                | The story of Judith                                 | Judith                 |
| 1961 | General Electric Theater                | A possibility of oil                                | Linda Stacey           |
| 1961 | The light that failed                   | ----                                                | Invitada               |
| 1962 | Checkmate                               | Voyage into fear                                    | Karen Lawson           |
| 1962 | The Dick Powell show                    | The clocks                                          | Valerie Baumer         |
| 1963 | Wagon train                             | The Naomi Kaylor story                              | Naomi Kaylor           |
| 1963 | The Alfred Hitchcock hour               | The paragon                                         | Alice Pemberton        |
| 1965 | The Bing Crosby show                    | Operation man save                                  | Mrs. Taylor            |
| 1975 | Cannon                                  | The star                                            | Thelma Cain            |
| 1978 | El laberinto de oro                     | ----                                                | Grace St. George       |
| 1980 | Ryan's hope                             | Episodios no confirmados                            | Paige Williams         |
| 1981 | Aloha Paradise                          | Turn Me On/Treasure Hunt/A Child Will Become Father | ?                      |
| 1981 | Vacaciones en el mar                    | Chef's Special/Kleinschmidt/New Beginnings          | Jennifer Langley       |
| 1983 | Bare essence                            | Hour four                                           | Laura                  |
| 1983 | Bare essence                            | Hour five                                           | Laura                  |
| 1986 | Crossings                               | ----                                                | Alexandra Markham      |
| 1986 | Hotel                                   | Harassed                                            | Ruth Easton            |
| 1986 | Dark mansions                           | ----                                                | Margaret Drake         |
| 1994 | Good King Wenceslas                     | ----                                                | Queen Ludmilla         |

## Premios y distinciones
Premios Óscar
| Año  | Categoría               | Película           | Resultado |
| ---- | ----------------------- | ------------------ | --------- |
| 1941 | Mejor actriz            | Rebeca             | Nominada  |
| 1942 | Óscar a la mejor actriz | Sospecha           | Ganadora  |
| 1944 | Óscar a la mejor actriz | La ninfa constante | Nominada  |